# Cratere Thoth
Thoth è un cratere sulla superficie di Ganimede.